# Allium lojaconoi
Allium lojaconoi är en amaryllisväxtart som beskrevs av Brullo, Lanfr. och Pietro Pavone. Allium lojaconoi ingår i släktet lökar, och familjen amaryllisväxter. IUCN kategoriserar arten globalt som nära hotad.
Artens utbredningsområde är Malta. Inga underarter finns listade i Catalogue of Life.

## Bildgalleri

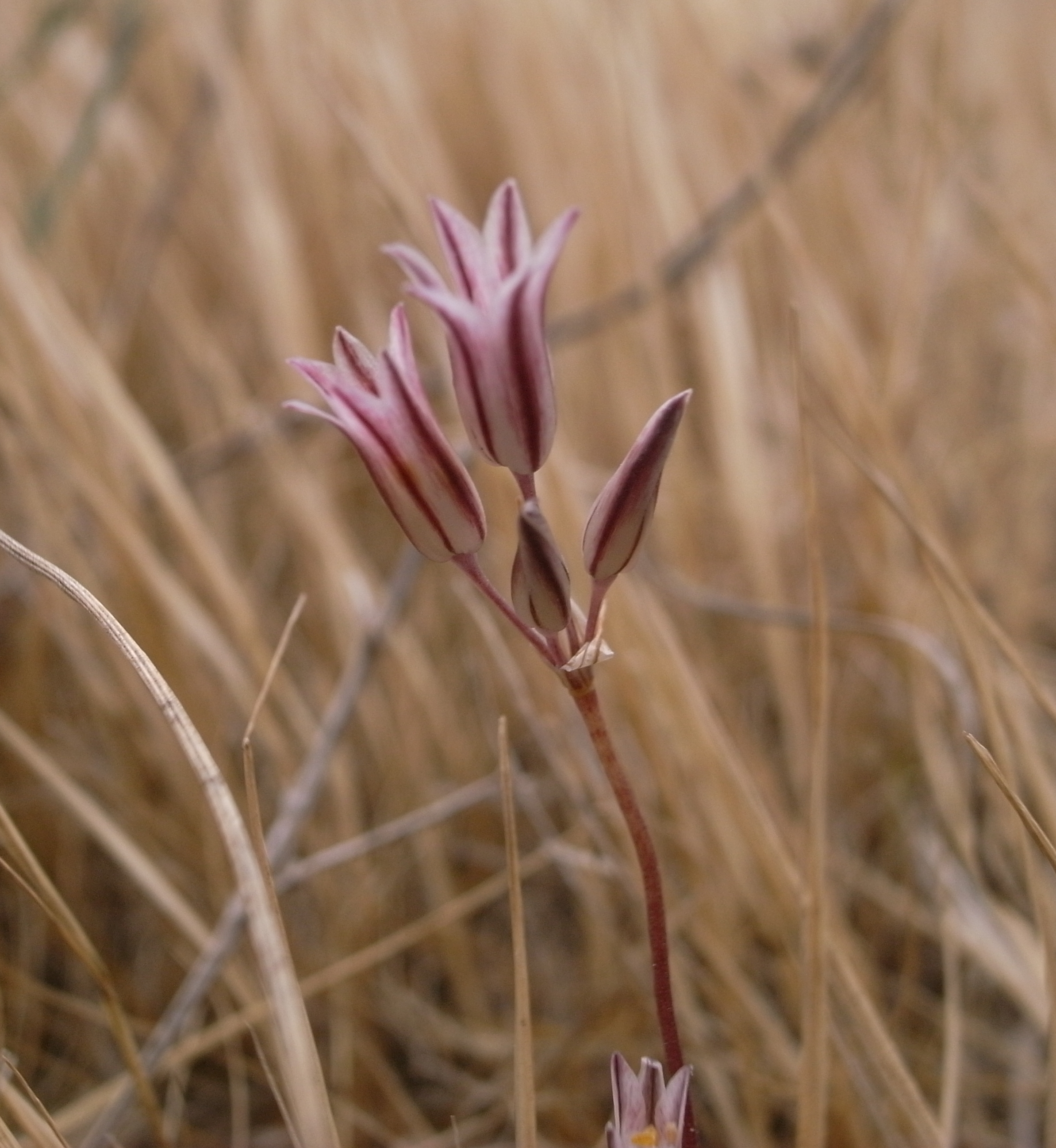
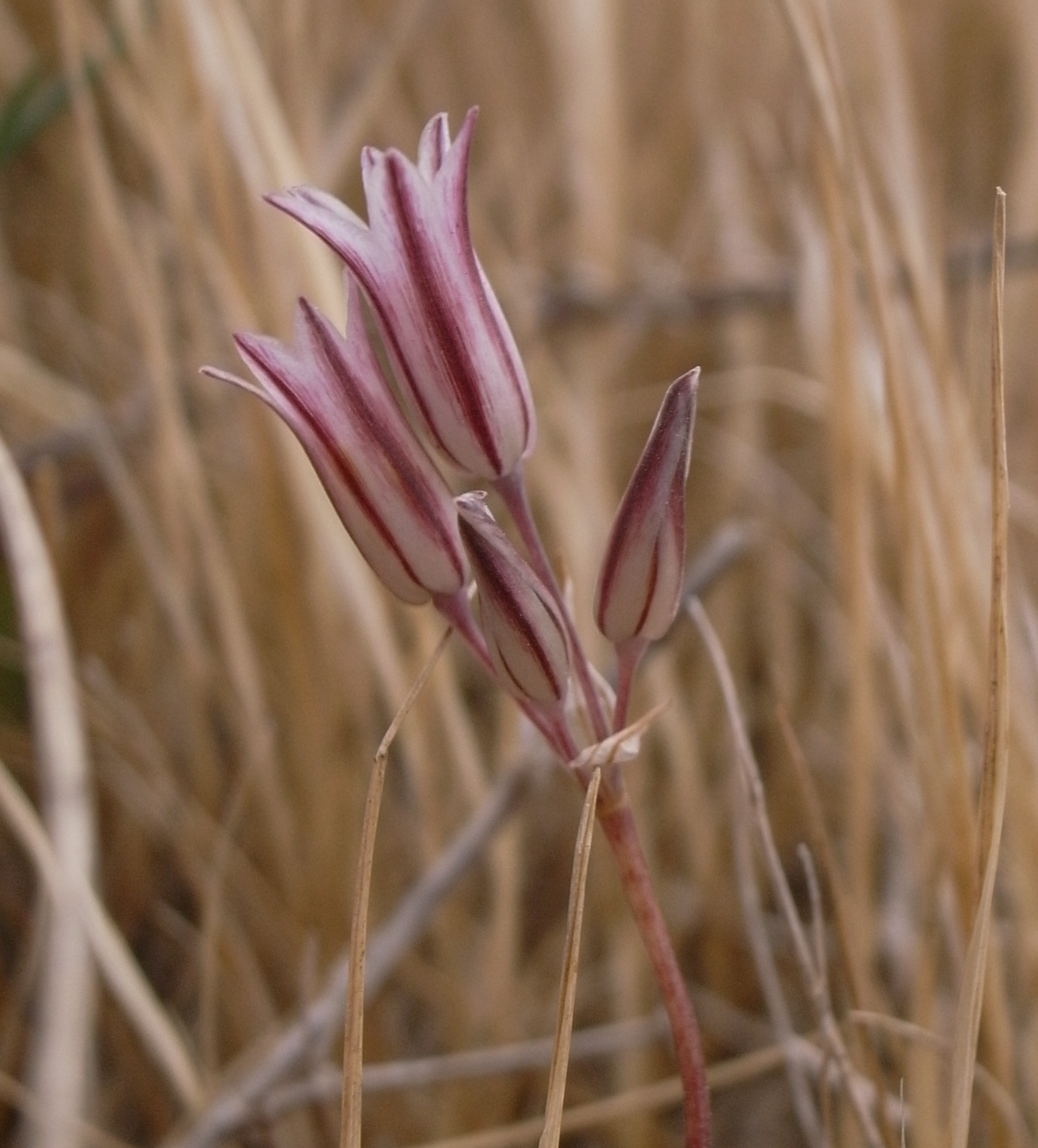
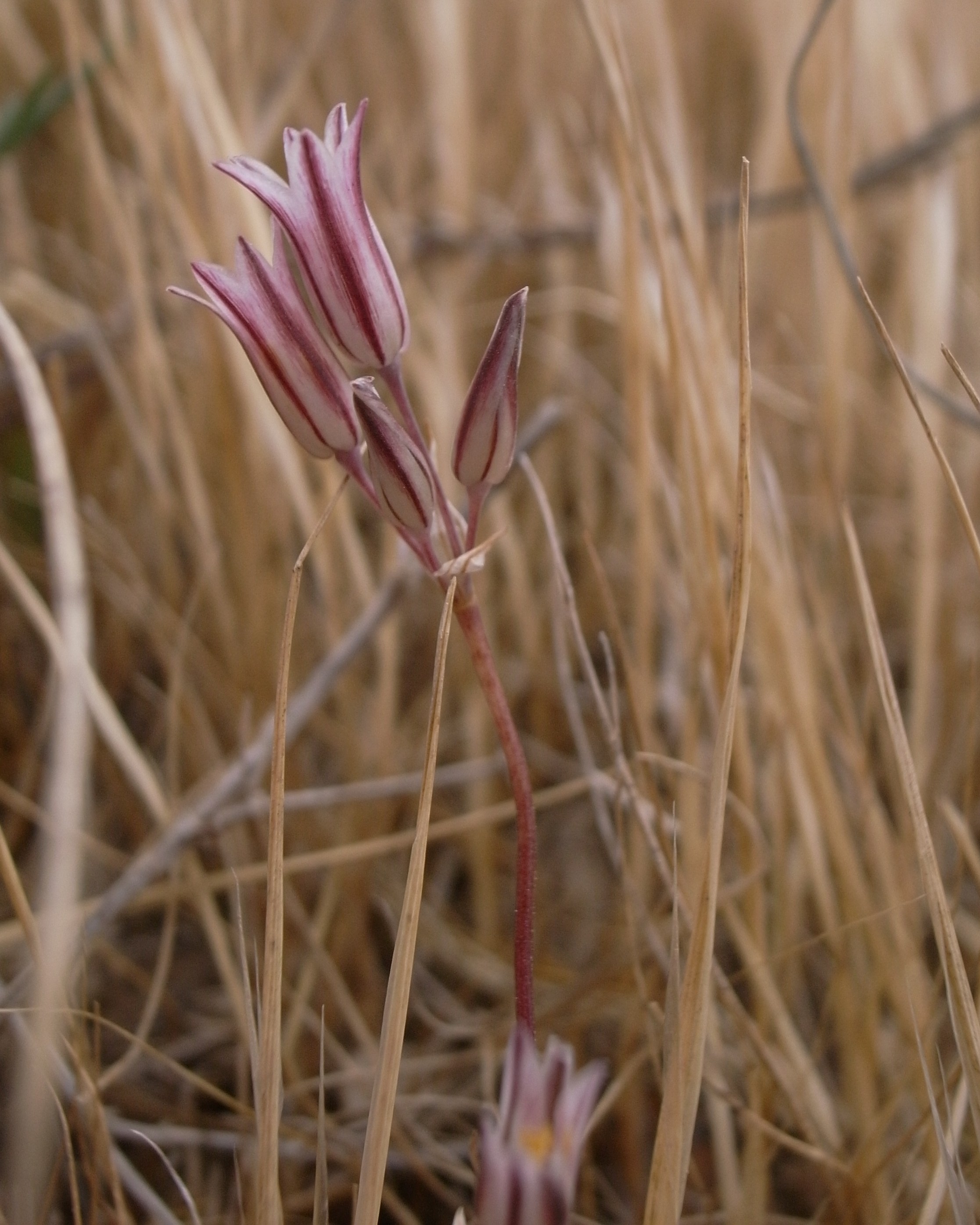
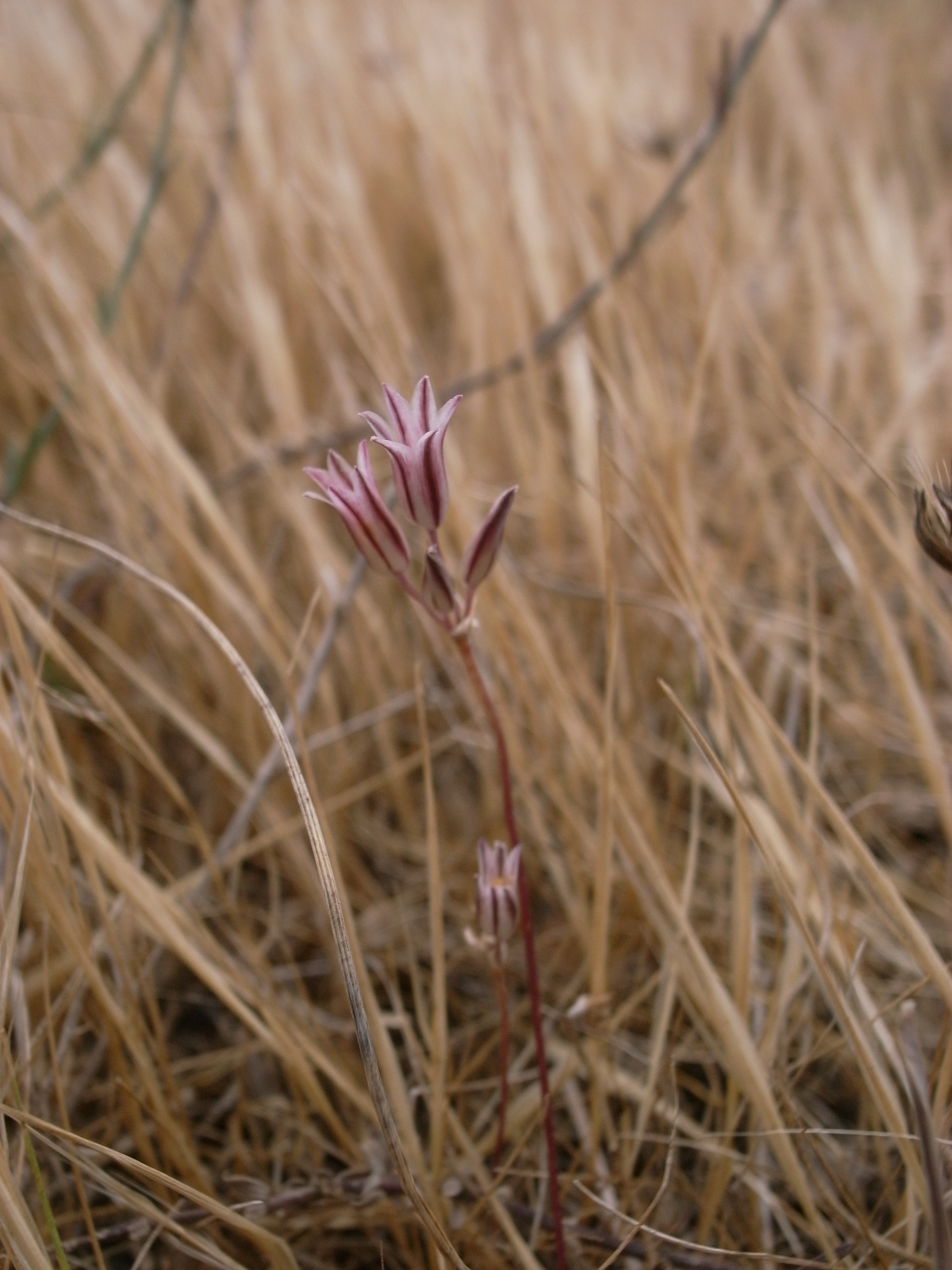
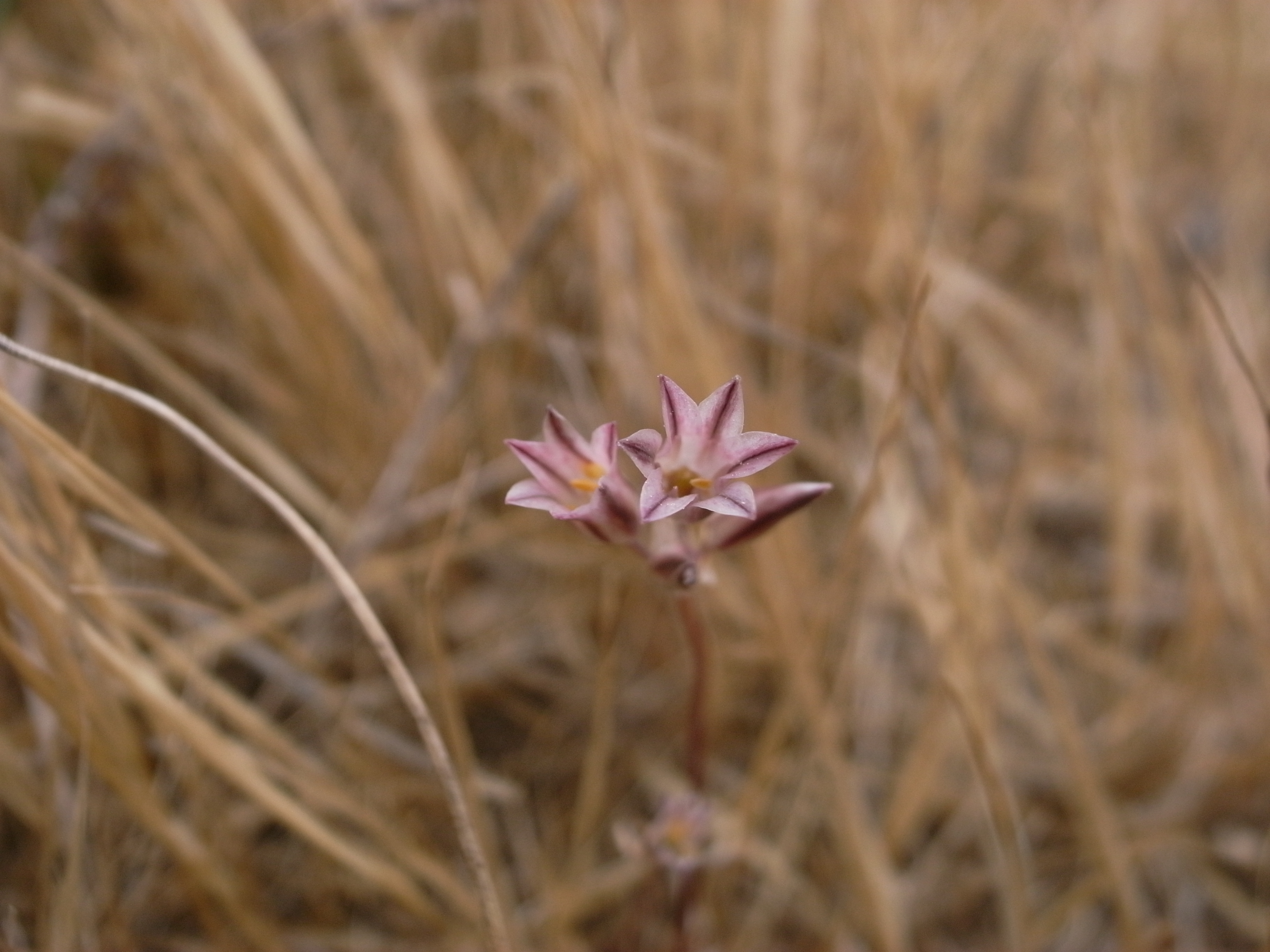
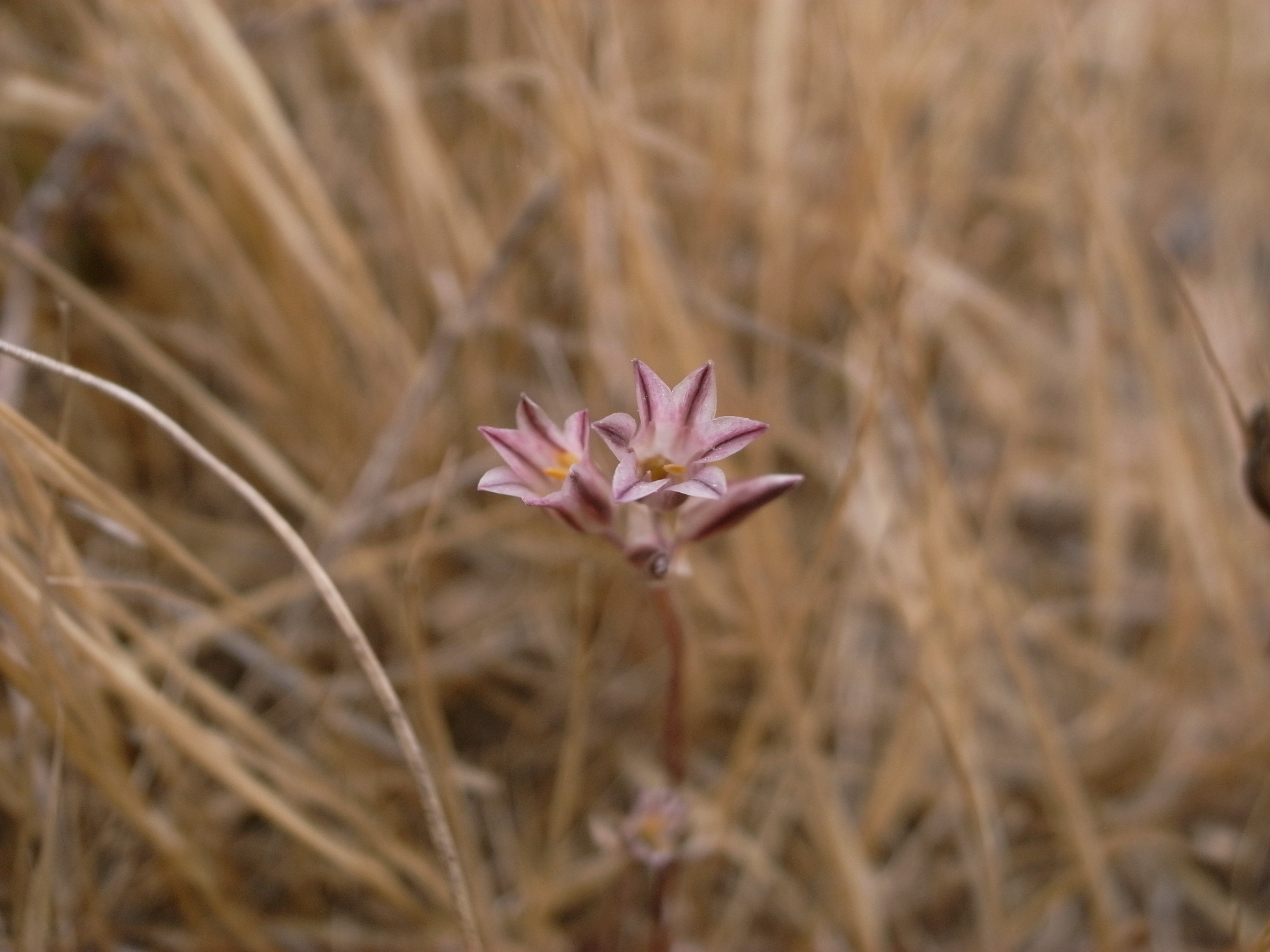